# Чернігівське тролейбусне управління
КП «Чернігівське тролейбусне управління» (КП «ЧТУ» ЧМР) — комунальне підприємство Чернігівської міської ради, яке експлуатує систему чернігівського тролейбуса. КП «ЧТУ» ЧМР існує з 1964 року, має одне депо площею 5 га (вул. Шевченка 50). На балансі 79 одиниць рухомого складу, з них 74 пасажирських. Станом на червень 2024 року у місті функціонує 8 тролейбусних і 1 автобусний маршрут. Довжина контактної мережі тролейбуса 104,6 км, діють 9 тягових підстанцій. Станом на 2010 рік Чернігівське тролейбусне управління було шостим в Україні за обсягом перевезень після Києва, Донецька, Харкова, Вінниці й Сімферополя.

## Співробітники
Станом на червень 2013 р. на підприємстві працює 673 особи, у тому числі: водіїв тролейбусів — 158; водіїв автобусів — 36; кондукторів — 193; служба ремонту рухомого складу — 131; в управлінні — 28.
За 2 роки кількість працівників скоротилася на 29 осіб (із 702 у 2011).

## Маршрутна мережа
Підприємство обслуговує 8 тролейбусних і 1 автобусний маршрут, на які щодня виходять 70 тролейбусів та 20 автобусів. Відповідно до чинного на Україну законодавством право на пільговий проїзд мають 26 категорій громадян, це понад 80 тис. осіб.

## Рухомий склад
Загалом на балансі підприємства знаходяться 111 тролейбусів і 23 автобуси. 

## Інфраструктура
Енергозабезпечення електротранспорту здійснюють 9 тягових підстанцій потужністю 28 800 кВт, загальна довжина контактної мережі — 104,6 км, яку підтримують 2,7 тис. опор.

## Фінансовий стан
За результатами господарської діяльності КП «ЧТУ» ЧМР за 2010 рік отримало збиток у сумі 5 млн 43 тис. грн. Кредиторська заборгованість підприємства за останні роки постійно зростала й у 2010 році склала 10 млн 495 тис. грн. Збитки підприємства за 1-й квартал 2011 року склали 1 млн 238 тис. грн. (Понад 400 тис. грн в місяць). Приріст виторгу у зв'язку з підвищенням з 28 травня вартості проїзду в тролейбусі дасть додатково близько 300 тис. грн.